# GrimE
GrimE (сокращение от «Grim Engine») — игровой движок, разработанный сотрудником LucasArts Бретом Могилефски на основе движка Sith. Движок стал одним из первых программных продуктов, который открыл широкую дорогу встраиваемому языку программирования Lua в игровую индустрию — после успешного использования в качестве скриптового языка Lua стал применяться во многих компьютерных играх.
GrimE является наследником SCUMM, сохранившим множество наработок прародителя. Модель поведения сохранилась от SCUMM — персонажи взаимодействуют на заранее отрисованном фоне с предметами окружающего мира и друг с другом. Основным отличием от SCUMM является то, что GrimE является трёхмерным движком, то есть все персонажи являются трёхмерными моделями. Также контроль над движением персонажа осуществляется с помощью клавиатуры.
Первой игрой на основе GrimE стала Grim Fandango, вышедшая в 1998 году. Позднее вышла игра Escape from Monkey Island, четвёртая игра из серии Monkey Island, которая использовала немного улучшенную версию GrimE.

## Открытая реализация
Субпроект ScummVM под названием «ResidualVM» разрабатывает свободную реализацию движка GrimE путём обратной разработки. В версии 0.1 уже возможно запускать и проходить игру Grim Fandango от начала и до конца.